# Equipe continentale Groupama-FDJ
Equipe continentale Groupama-FDJ is een Franse continentale wielerploeg die werd opgericht in 2019 als jeugdopleiding van Groupama-FDJ.

## Geschiedenis
Equipe continentale Groupama-FDJ werd in 2019 opgericht met als doel renners deel te laten nemen aan profwedstrijden en als ploeg op continentaal niveau deel te nemen. De ploeg rijdt rond met dezelfde uitrusting als de hoofdmacht en kent dezelfde sponsors. Ze maken ook gebruik van hetzelfde hoofdkwartier als de hoofdploeg. Veel van de renners maakten later hun profdebuut hogerop waaronder Kevin Geniets, Sylvain Moniquet, Lars van den Berg, Lewis Askey, Alexandre Balmer, Hugo Page, Laurence Pithie, Samuel Watson, Romain Grégoire en Lenny Martinez.
In 2023 maakten zeven renners tegelijk de overstap naar de profs van Groupama-FDJ.

## Ploegnamen
| Jaar  | Naam                             | UCI-code |
| ----- | -------------------------------- | -------- |
| 2019- | Equipe continentale Groupama-FDJ | CGF      |

## Ploegleiding
| Voormalig Jens Blatter (2019-2022) Maxime Latourte (2023-2024) Alexandre Chouffe (2023-2024) Joseph Berlin (2023-2024) | 2025 Jérôme Gannat (2019-) Marc Madiot (2019-) Jimmy Turgis (2025-) |

## Renners
| Voormalig Alexys Brunel (2019) Kevin Geniets (2019) Simon Guglielmi (2019) Kevin Inkelaar (2019) Karl Patrick Lauk (2019) Samuele Manfredi (2019) Christian Scaroni (2019) Clément Davy (2019-2020) Yakob Debesay (2019-2020) Žiga Jerman (2019-2020) Morgan Kneisky (2019-2020) Mattia Petrucci (2019-2020) Jake Stewart (2019-2020) Théo Nonnez (2019-2021) Sylvain Moniquet (2020) Lars van den Berg (2020) Lewis Askey (2020-2021) Alexandre Balmer (2020-2021) Hugo Page (2020-2021) Paul Penhoët (2020-2022) Jack Drage (2021) Antoine Raugel (2021) Marijn van den Berg (2021) | Rait Ärm (2021-2022) Lorenzo Germani (2021-2022) Enzo Paleni (2021-2022) Joseph Pidcock (2021-2022) Laurence Pithie (2021-2022) Reuben Thompson (2021-2022) Romain Grégoire (2022) Lenny Martinez (2022) Finlay Pickering (2022) Jensen Plowright (2022) Samuel Watson (2022) Eddy Le Huitouze (2022-2023) Trym Brennsæter (2023) Thibaud Gruel (2023-2024) Ben Askey (2023-2024) Ronan Augé (2023-2024) Noah Hobbs (2023-2024) Dylan George (2023-2024) Joshua Golliker (2023-2024) Brieuc Rolland (2023-2024) Colin Savioz (2023-2024) Jens Verbrugghe (2023-2024) | 2025 Lewis Bower (2023-) Max Bock (2024-) Maxime Decomble (2024-) Titouan Fontaine (2024-) Eliott Boulet (2025-) Maximilian Cushway (2025-) Rémi Daumas (2025-) Baptiste Grégoire (2025-) Oscar Nilsson-Julien (2025-) Reef Roberts (2025-) |

## Overwinningen

### Kampioenschappen
N.B. NK = Nationaal kampioenschap
2020: NK Zwitserland, tijdrit U23: Alexandre Balmer
2021: NK Estland, wegwedstrijd U23: Rait Ärm
2022: Middellandse Zeespelen, wegwedstrijd: Paul Penhoët
2022: NK Italië, wegwedstrijd U23: Lorenzo Germani
2023: NK Frankrijk, tijdrit U23: Eddy Le Huitouze
2024: NK Frankrijk, tijdrit U23: Maxime Decomble